# Spärroxbär
Spärroxbär (Cotoneaster divaricatus) är en rosväxtart som beskrevs av Alfred Rehder och E.H. Wilson. Cotoneaster divaricatus ingår i släktet oxbär och familjen rosväxter. Arten är reproducerande i Sverige. Inga underarter finns listade i Catalogue of Life.